# Codex Wormianus
Codex Wormianus eller AM 242 fol. er et islandsk kodeks på velin fra midten af det 14. århundrede. Det indeholder en udgave af Yngre Edda og noget yderligere materiale om poetik, herunder værket Første Grammatiske Afhandling om fonologi. Det er det eneste håndskrift, hvori Rígsþula er bevaret.
Håndskriftet menes at været skrevet i Benediktiner-klosteret i Þingeyrar i det nordlige Island omkring år 1350. Ifølge en indskrift på første side  blev det anskaffet af den danske runologist Ole Worm fra den islandske lærde Arngrímur Jónsson i 1628. I 1706 anskaffede Árni Magnússon dokumentet fra Ole Worms nevø, Christian Worm. Det er en del af den Den Arnamagnæanske Håndskriftsamling under Nordisk Forskningsinstitut ved Københavns Universitet.